# Necroscardia morticina
Necroscardia morticina är en fjärilsart som beskrevs av Robinson 1986. Necroscardia morticina ingår i släktet Necroscardia och familjen äkta malar.
Artens utbredningsområde är Bolivia. Inga underarter finns listade i Catalogue of Life.